# Katholische Volksschule Oberrahser

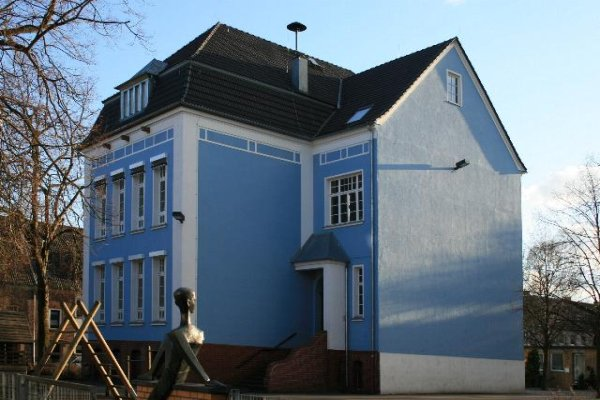
Schule Regentenstraße 37 in Viersen-Oberrahser

Die Katholische Volksschule Oberrahser war eine Volksschule in Viersen an der Regentenstraße 37 in Viersen. Ursprünglich geplant war 1909 eine 14-zügige Klasse, jedoch bot der Schulhof bei den üblichen Klassengrößen von 70 Schülern nicht genügend Platz. Nach größeren Anpassungen der ursprünglichen Planungen konnte 1910 mit dem Bau begonnen werden. Heute ist das Gebäude Teil der Gemeinschaftsgrundschule Rahser. Das Gebäude steht seit 2005 unter Denkmalschutz und wird in der Liste der Denkmäler unter der Listen-Nummer 461 geführt.